# Ớt

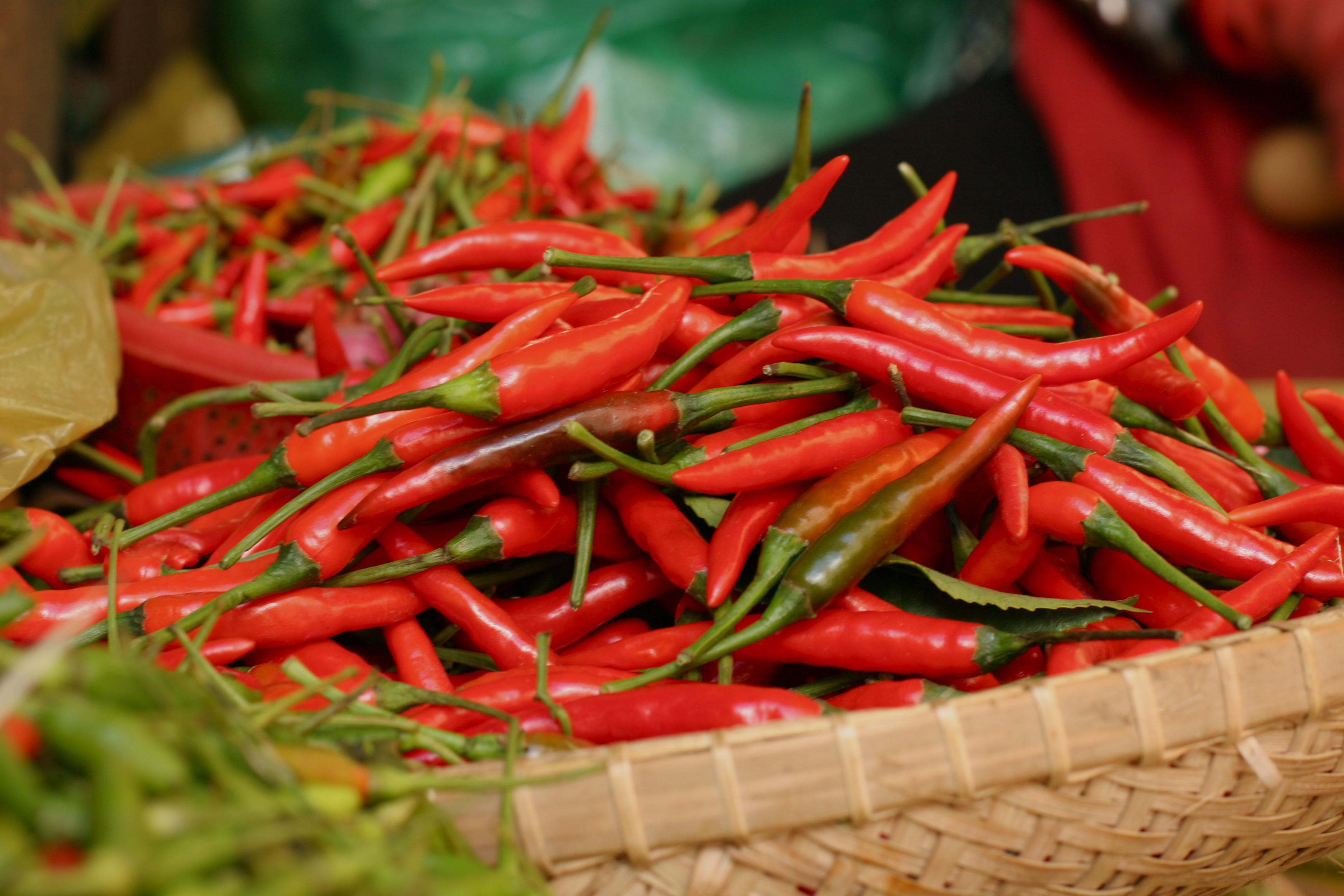
Ớt Đà Lạt

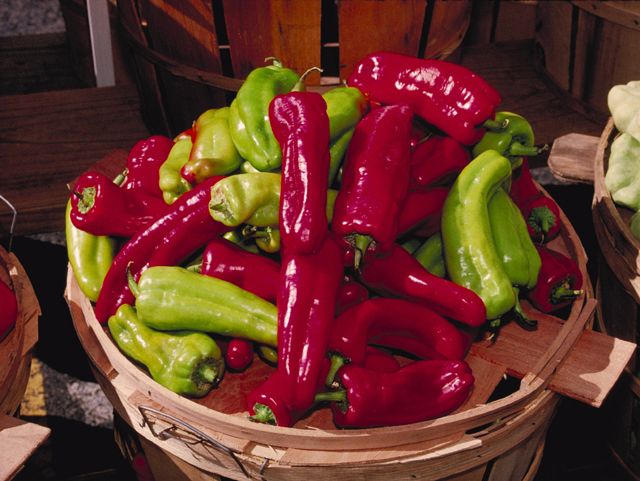
Ớt Cubanelle

Ớt là một loại quả của các cây thuộc chi Capsicum của họ Cà (Solanaceae). Ớt là một loại quả gia vị cũng như loại quả làm rau (ớt Đà Lạt) phổ biển trên thế giới. Ớt có nguồn gốc từ châu Mỹ; ngày nay nó được trồng khắp nơi trên thế giới và được sử dụng làm gia vị, rau, và thuốc.

## Lịch sử
Ớt đã là một phần trong ẩm thực của loài người ở châu Mỹ ít nhất là 7500 năm trước Công nguyên và có lẽ sớm hơn. Có những bằng chứng khảo cổ ở các khu vực ở tây nam Ecuador cho thấy cây ớt đã được thuần hóa hơn 6000 năm về trước , và là một trong những loại cây trồng đầu tiên ở châu Mỹ.

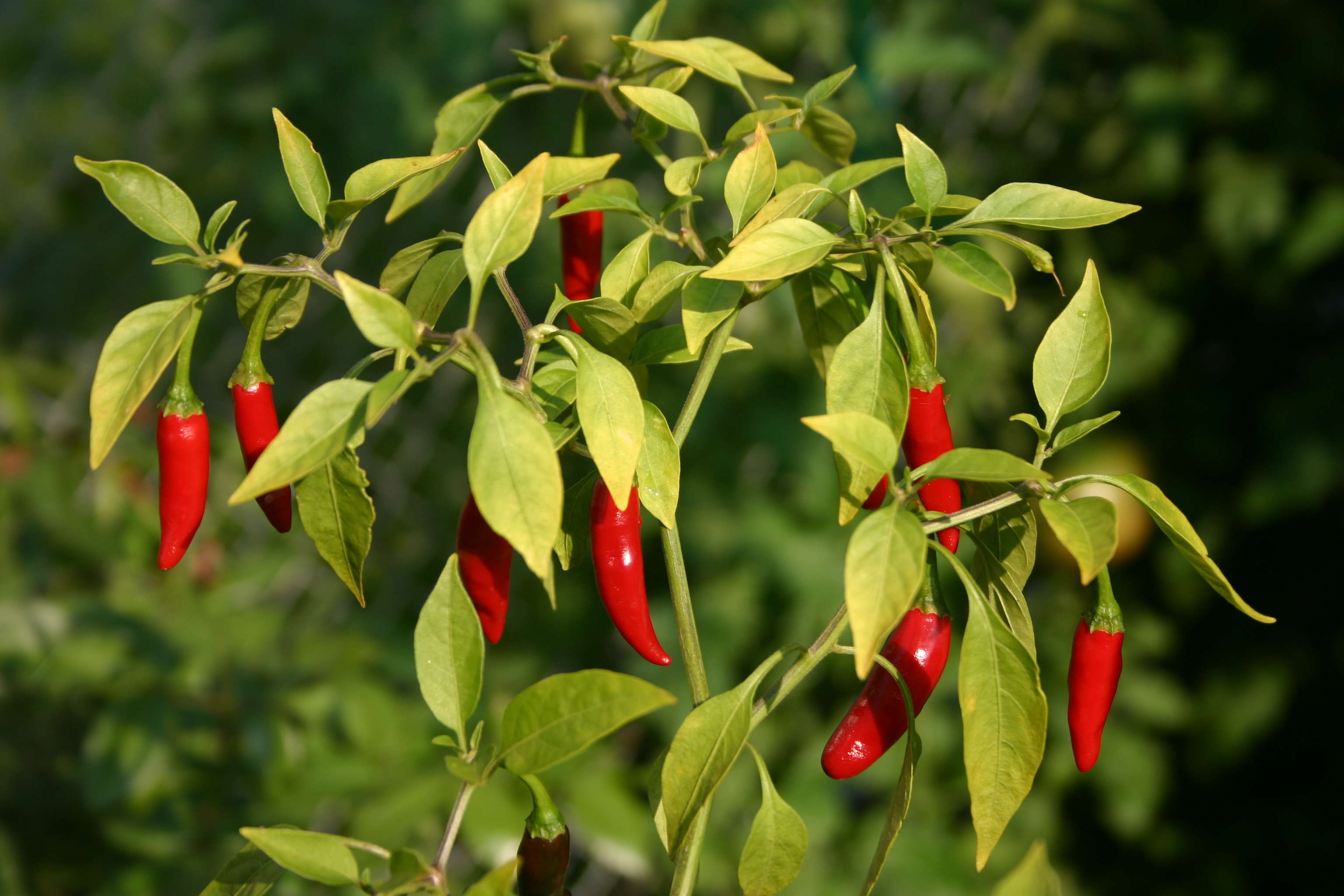
Một cây ớt Thái thuộc loài Capsicum frutescens

Người ta cho rằng ớt đã được thuần hóa ít nhất năm lần bởi những cư dân tiền sử ở các khu vực khác nhau của Nam và Bắc Mỹ, từ Peru ở phía nam đến México ở phía bắc và một số vùng của các bang Colorado và New Mexico bởi Các dân tộc Pueblo Cổ đại.
Trong cuốn sách đã xuất bản Svensk Botanisk Tidskrift (1995), Giáo sư Hakon Hjelmqvist đã xuất bản một bài viết về ớt trong thời kỳ tiền Columbus ở châu Âu. Trong một nơi khai quật khảo cổ của St. Botulf ở Lund, các nhà khảo cổ đã tuyên bố tìm thấy một Capsicum frutescens trong một lớp có niên đại thế kỷ XIII. Hjelmqvist cũng tuyên bố rằng Capsicum đó đã được miêu tả bởi Therophrasteus người Hy Lạp (370-286 BC). Ông cũng đề cập đến các nguôn cổ khác. Nhà thơ La Mã Martialis (khoảng thế kỷ I) đã mô tả "Pipervee crudum" (ớt tươi) có hình dài và có nhiều hạt. Các mô tả này không phù hợp với tiêu đen (Piper nigrum), cây không mọc tốt trong điều kiện khí hậu châu Âu.
Christopher Columbus đã là một trong những người châu Âu đầu tiên thấy ớt (ở Caribe), và gọi chúng là "tiêu" vì chúng có vị cay tương tự (không phải bề ngoài giống nhau). Ớt đã được trồng khắp nơi trên thế giới sau thời Columbus. Diego Álvarez Chanca, một thầy thuốc trong chuyến đi thứ hai của Columbus đến Quần đảo Tây Ấn Độ năm 1493, đã mang những hạt ớt đầu tiên về Tây Ban Nha, và đã lần đầu viết về các tác dụng dược lý của chúng vào năm 1494.
Từ México, vào thời đó đang là thuộc địa của Tây Ban Nha, cũng là một nước kiểm soát thương mại với châu Á, ớt đã nhanh chóng được chuyển qua Philippines và sau đó là Trung Quốc, Triều Tiên, Nhật Bản với sự trợ giúp của các thủy thủ châu Âu. Gia vị mới này đã nhanh chóng được sử dụng trong chế biến thức ăn của các quốc gia này.
Một con đường khác mà ớt di chuyển là do người Bồ Đào Nha lấy từ Tây Ban Nha, sau đó đưa qua Ấn Độ, như được miêu tả bởi Lizzie Collingham trong cuốn sách của bà Curry. Bằng chứng là ớt được sử dụng rất nhiều trong chế biến thức ăn ở vùng Goan của Ấn Độ, Goan vốn là một thuộc địa của Bồ Đào Nha. Collingham cũng miêu tả chuyến hành trình của ớt từ Ấn Đô, qua Trung Á và Thổ Nhĩ Kỳ, đến Hungary, nơi nó trở thành một gia vị quốc gia dưới dạng paprika.
Hiện nay, Ấn Độ là nước sản xuất ớt lớn nhất thế giới với khoảng 1 triệu tấn mỗi năm, nơi chỉ riêng Chợ Guntur (lớn nhất châu Á) có 1 triệu bao ớt (100 lb mỗi bao) .

## Phân loại ớt dân gian ở Việt Nam
- Ớt Capsicum chinense - hay ớt kiểng nhiều màu sắc thường dùng trang trí, không cay. Thường có rất nhiều màu, trái to, nhỏ, hay tròn như cà hay hình giọt nước.

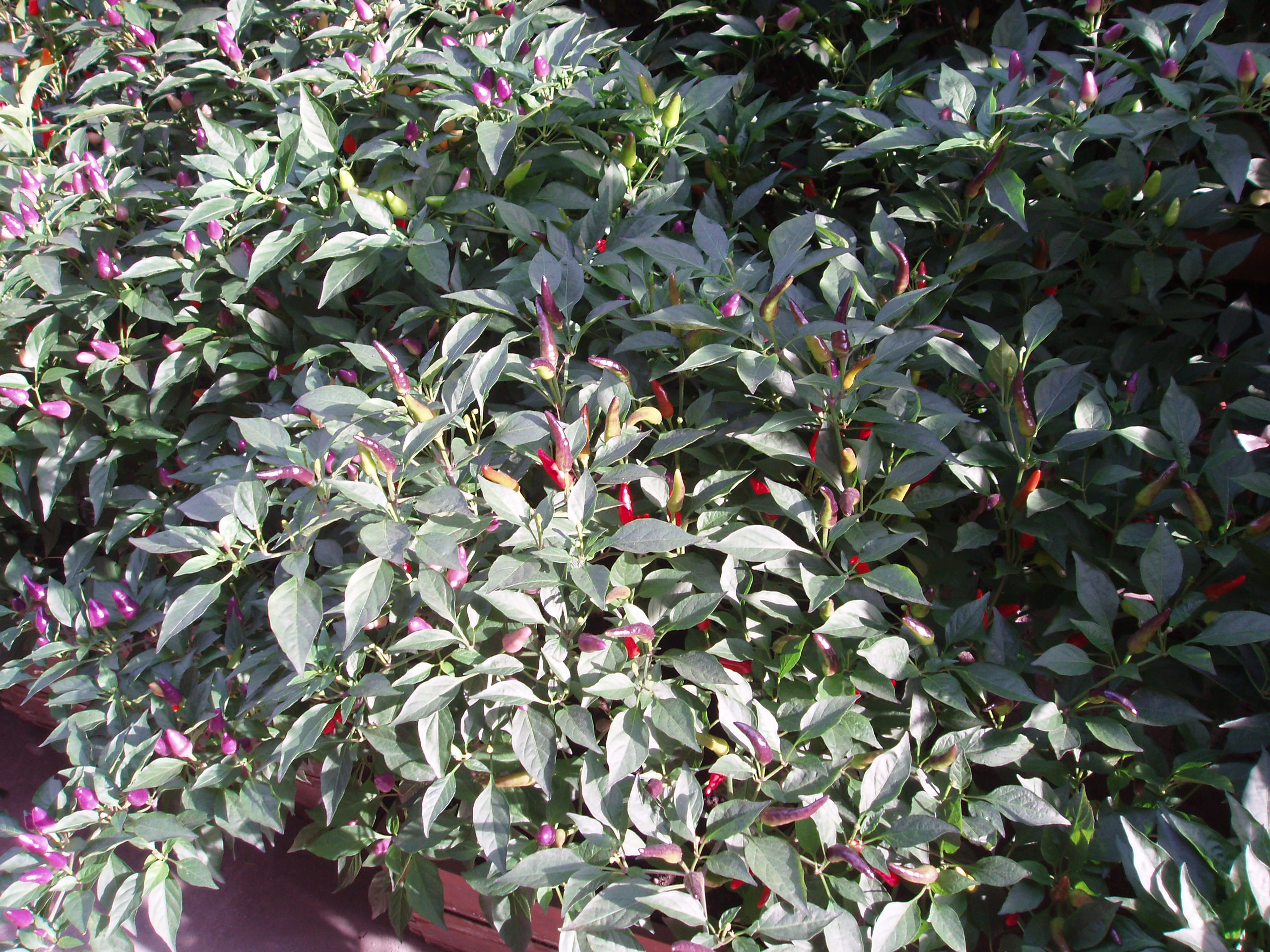
Ớt tím
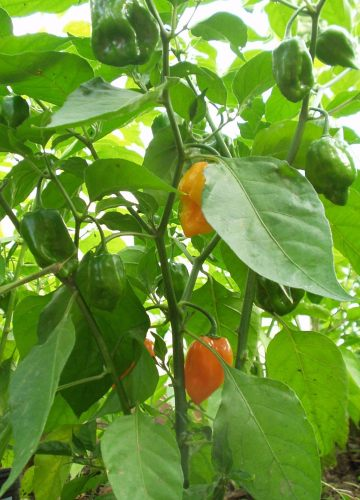
Ớt nhiều màu
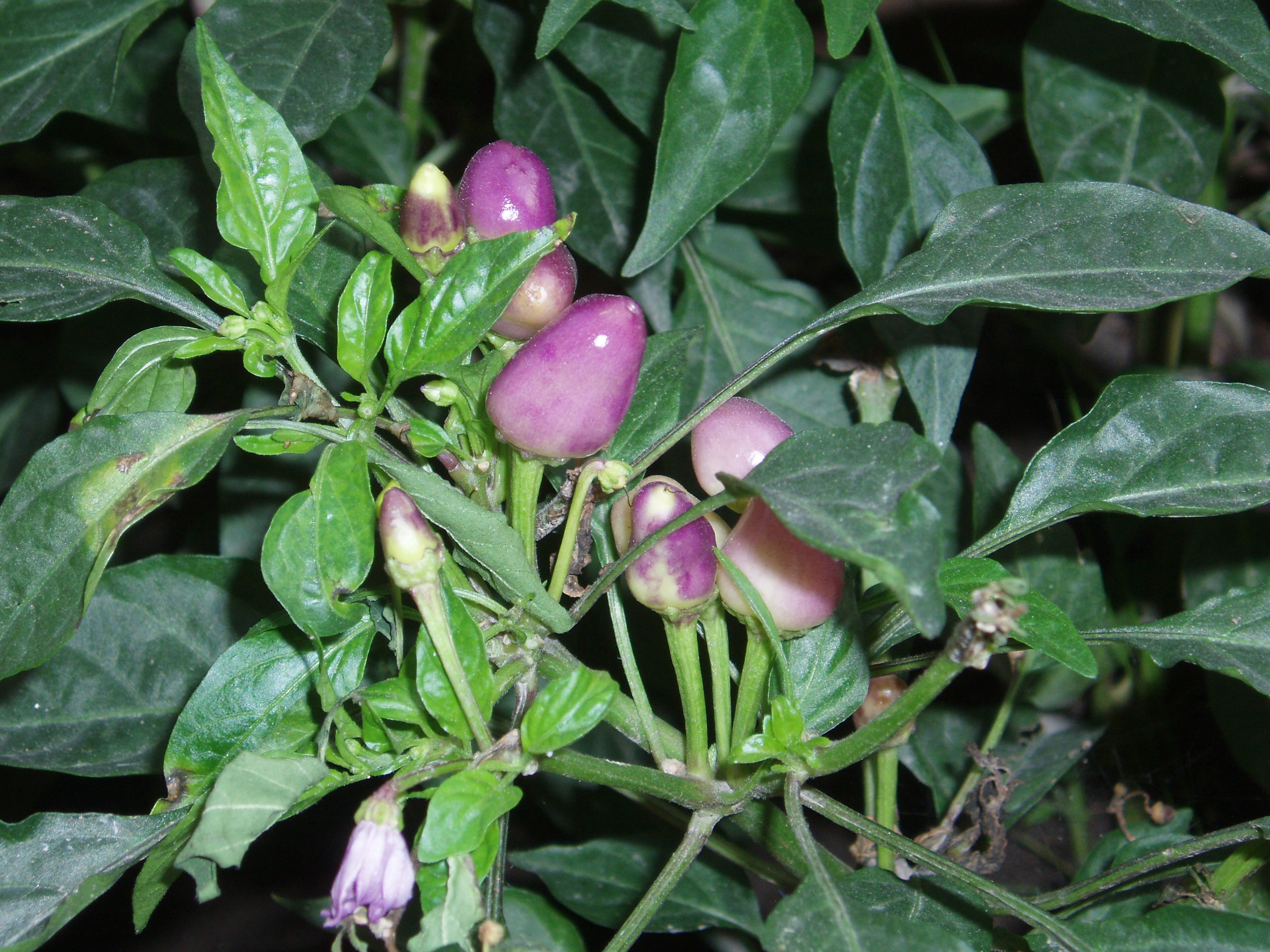
Ớt tím
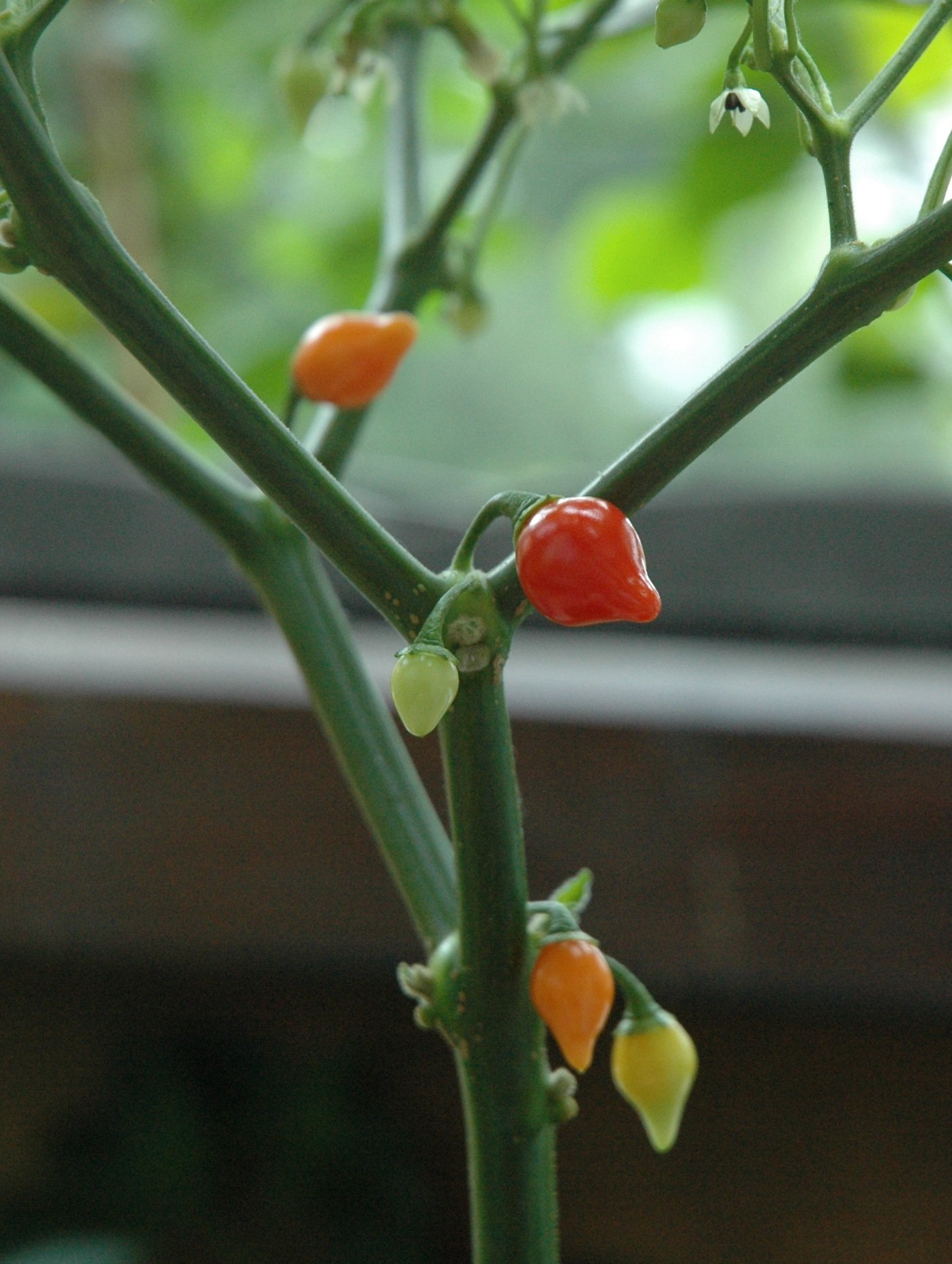
Ớt kiểng hình giọt nước

- Ớt hiểm - Ớt Thái Lan - Ớt Chili - Ớt Capsicum frutescens: Được xem là ớt cay, có 3 màu; trắng, đỏ và vàng trên cùng một cây.

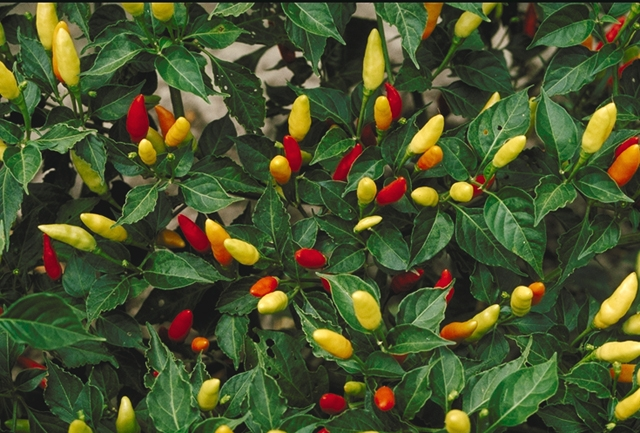
Ớt hiểm
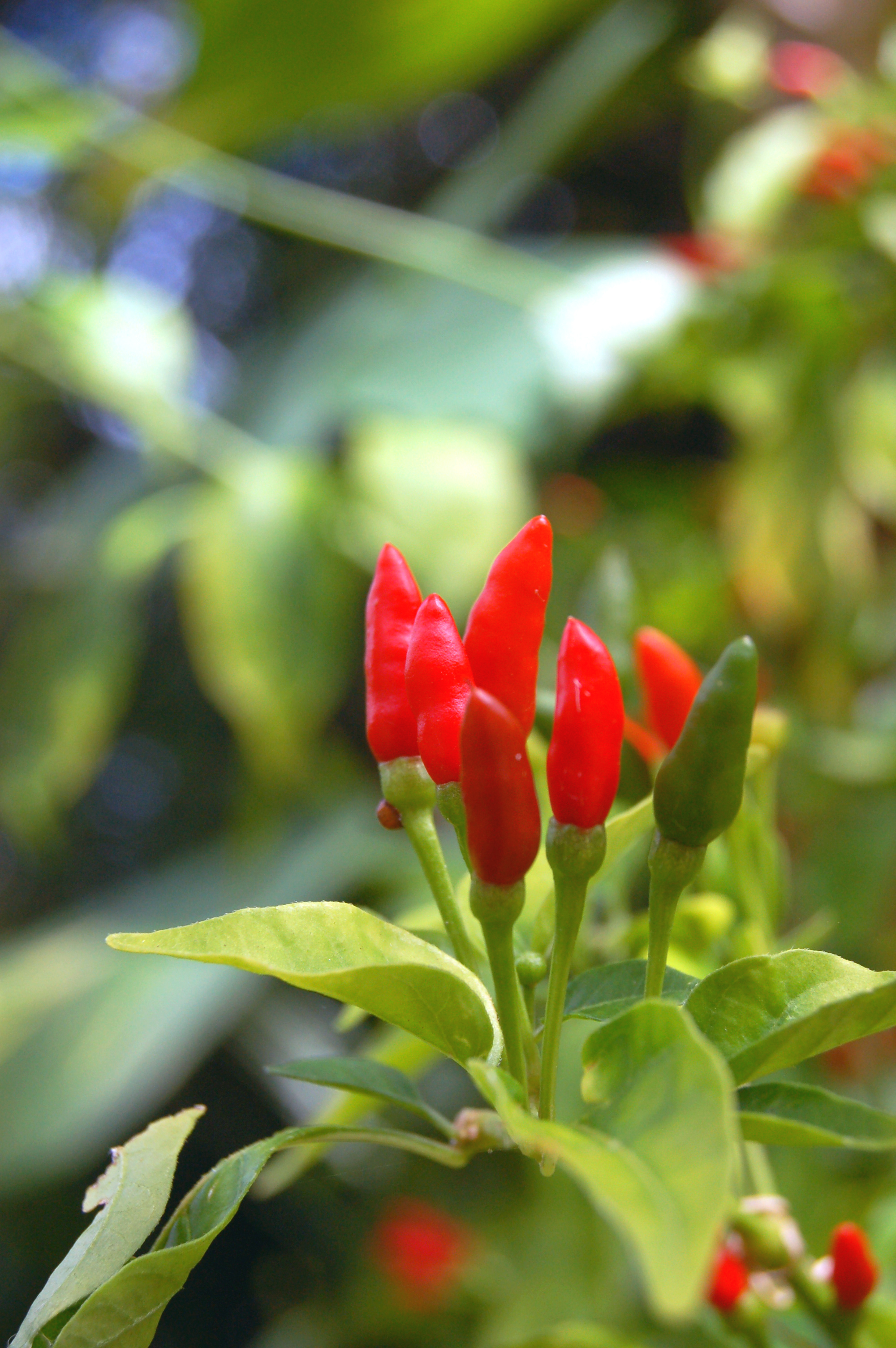
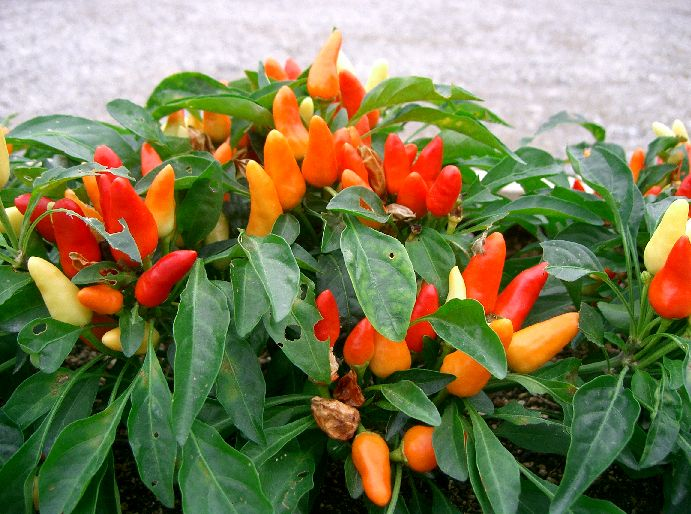
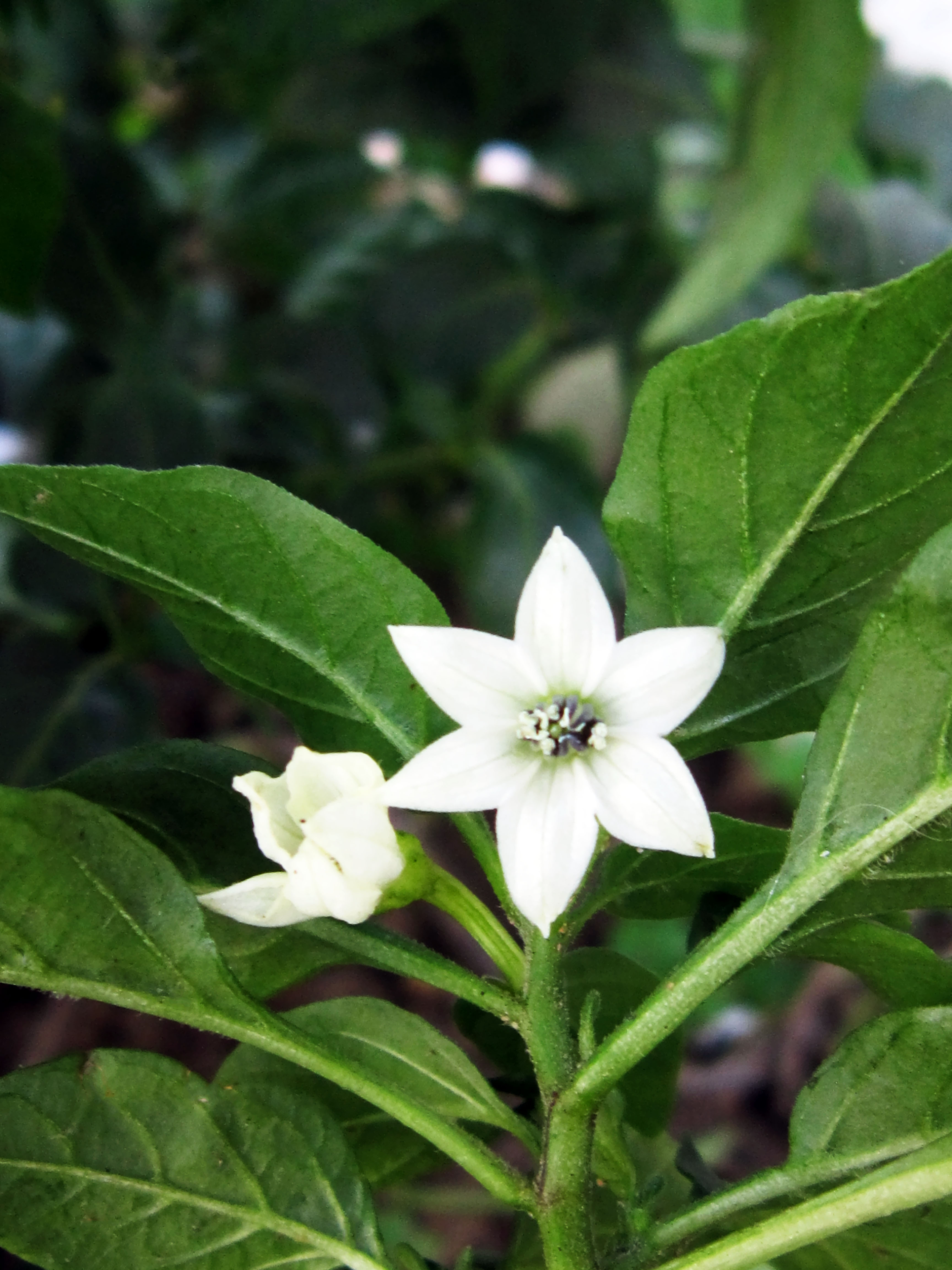
Hoa ớt hiểm

- Ớt sừng trâu

Là loại phổ biến nhất hiện nay được sử dụng trong hầu hết cách chế biến. 

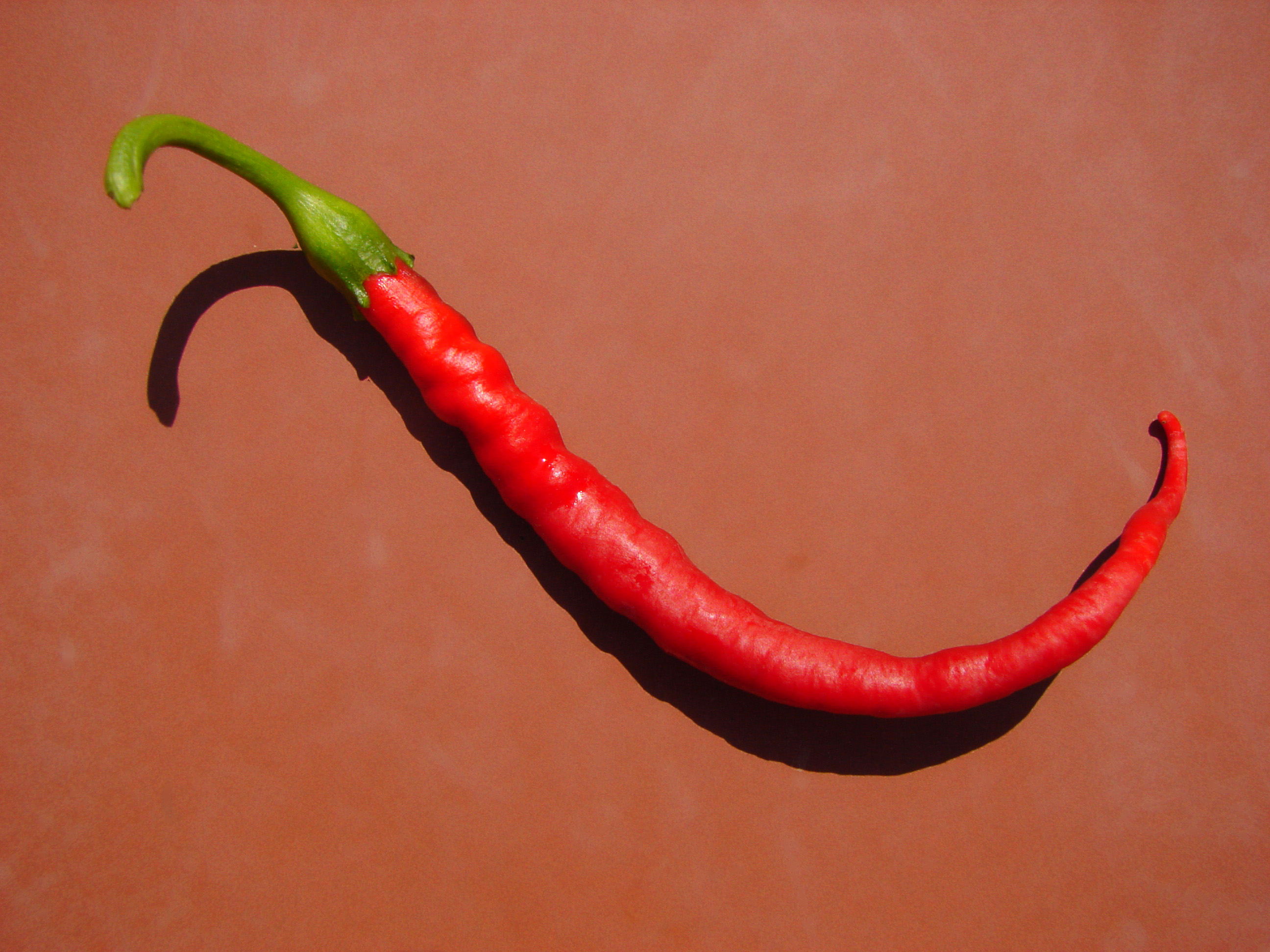
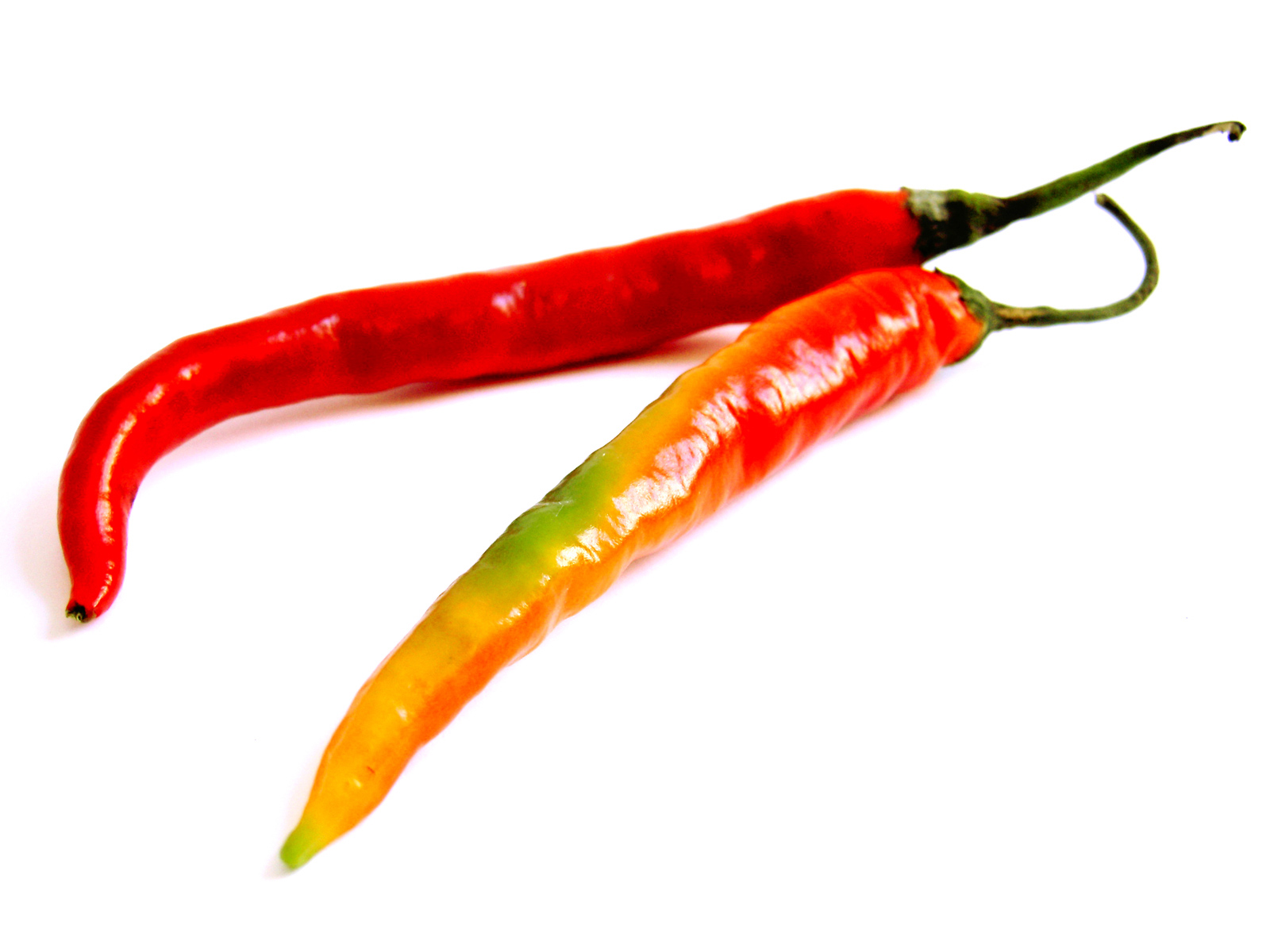
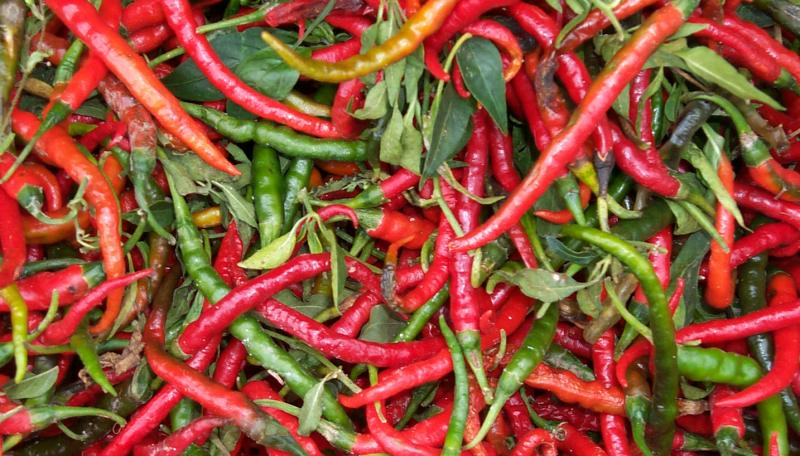

## Các loài và giống
Các loài phổ biến nhất của ớt là:

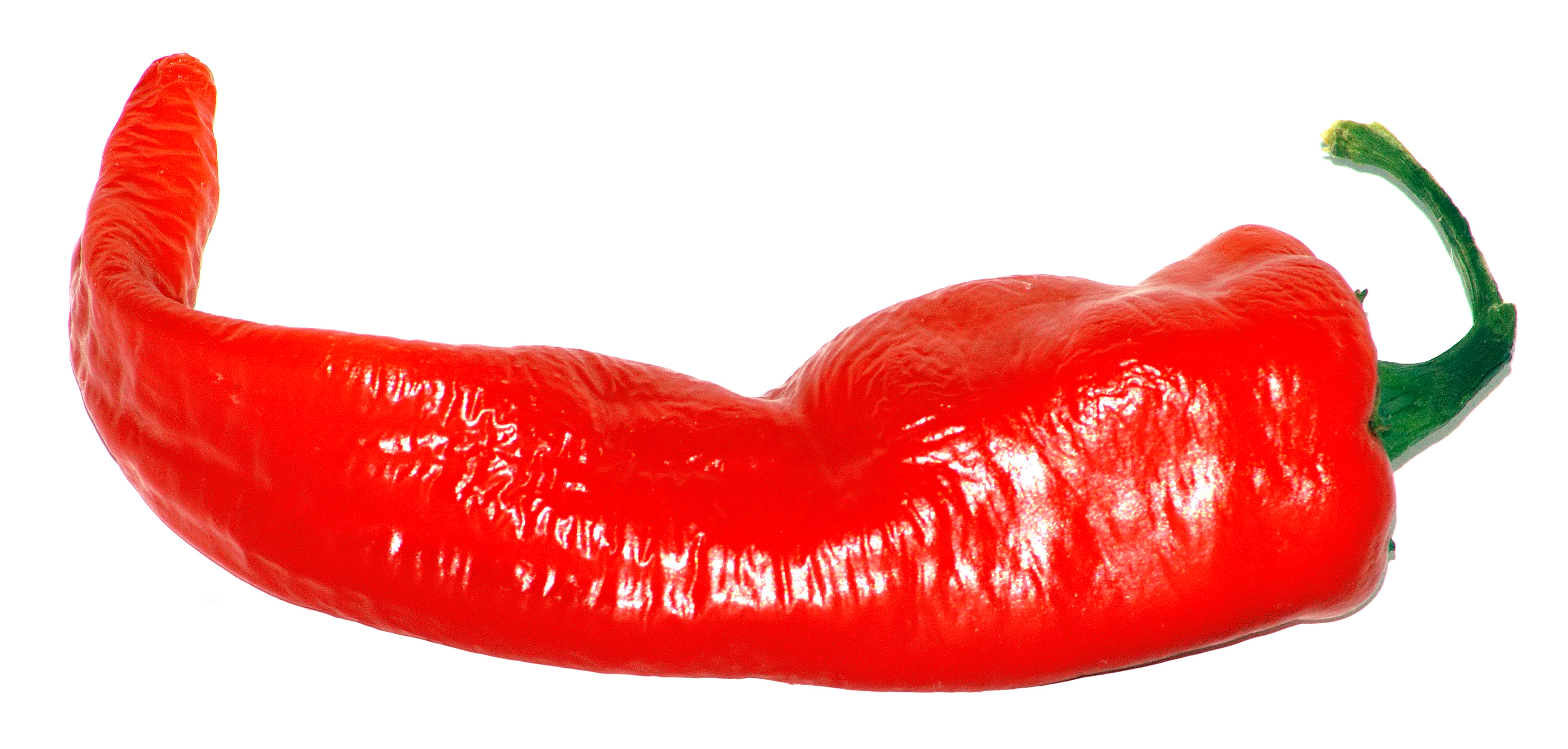
Ớt Cayenne chili

- Capsicum annuum, bao gồm nhiều loại khác nhau như bell pepper, paprika, cayenne, jalapeños, và chiltepin
- Capsicum frutescens, bao gồm cả ớt tabasco
- Capsicum chinense, bao gồm cả loài ớt cay nhất như naga, habanero và Scotch bonnet
- Capsicum pubescens, bao gồm cả ớt rocoto Nam Mỹ
- Capsicum baccatum, bao gồm cả ớt aji Nam Mỹ

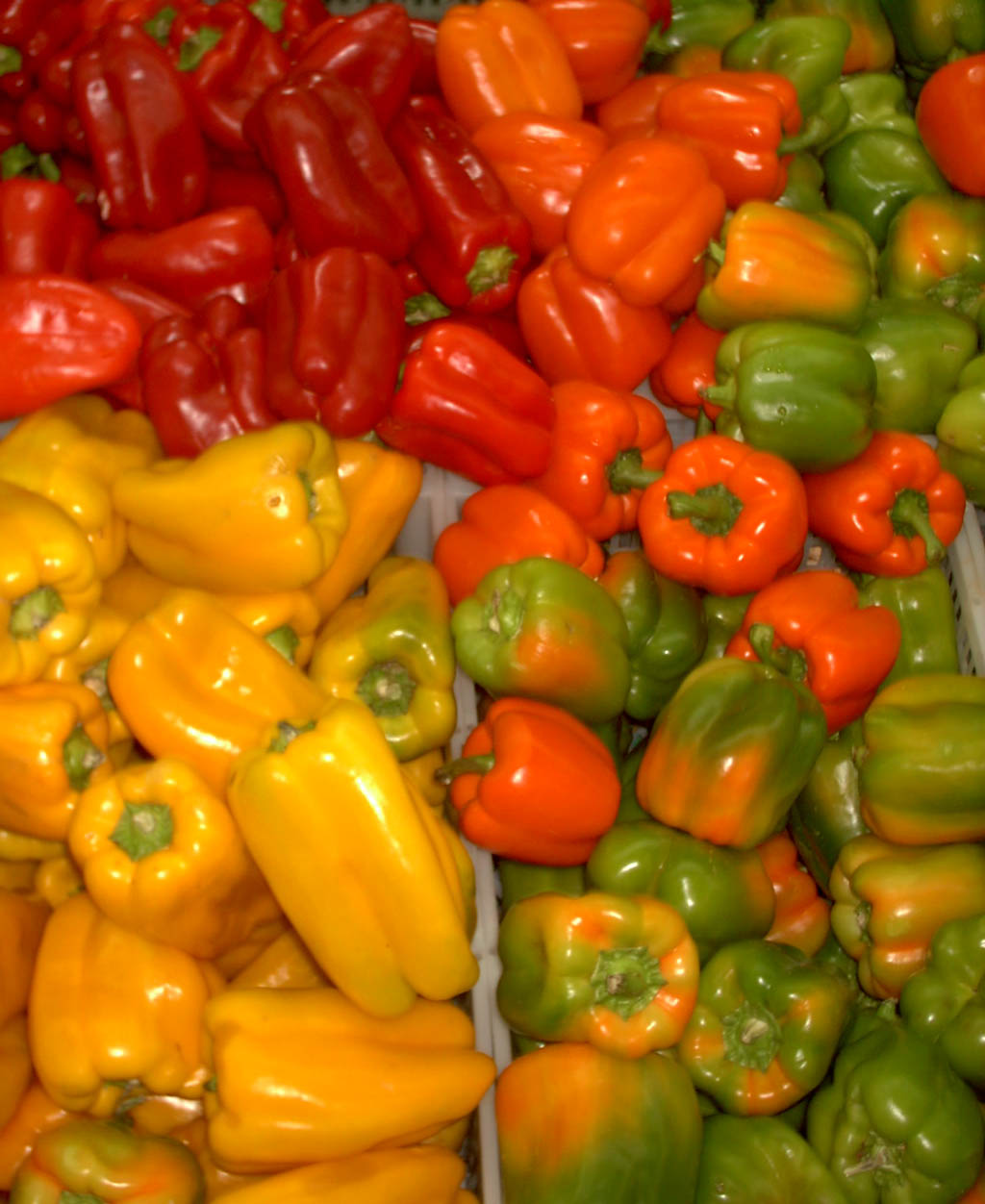
Các loại Ớt ngọt México

## Công dụng của ớt
Cây ớt trồng trong chậu có thể làm một loại cây cảnh vì quả ớt có nhiều màu sắc: trắng, đỏ, vàng, cam, xanh, tím...tùy theo giống cây. Quả ớt dùng làm gia vị, thực phẩm vì chứa nhiều Vitamin A, Vitamin C gấp 5-10 hai loại sinh tố này có trong cà chua và cà rốt. Chất cay trong quả ớt gọi là Capsaicin (C9H14O2) có công dụng trị bệnh được dùng nhiều trong y học. Ngâm rượu xức ngoài da trị nhức mỏi, sưng trặc gân. Ớt bột trị được chứng say sóng. Ớt bột trộn với quế và đường trị bệnh mê sảng. Các bệnh đau bụng, đau răng, nhức đầu, sưng cổ họng, tê thấp, thần kinh cũng được điều trị bằng ớt. Lá ớt giã nhỏ đắp vào vết thương bị rắn cắn hay các vết lở ngứa ngoài da. Rễ ớt, nhất là ớt hiểm, sắc uống để trị bệnh sốt rét. Người Triều Tiên hay dùng ớt cho việc muối kimchi hay làm tteokbokki.

## Các rủi ro đối với sức khỏe khi dùng ớt
- Ăn nhiều ớt có liên quan đến ung thư dạ dày.[9][10][11][12]
- Bột ớt đôi khi bị pha trộn với Sudan I, II, III, IV, para-Red, và các chất nhuộm gây ung thư khác.[13]
- Aflatoxin và các hợp chất N-nitroso, các chất gây ung thư có trong bột ớt.[14][15][16][17][18]
- Ăn thường xuyên các sản phẩm từ ớt có thế gây ra gastroesophageal reflux (GER).[19]
- Ớt có thể làm tăng số lượng đi tiêu hàng ngày và thấp hơn ngưỡng đau cho những người bịirritable bowel syndrome.[20]
- Ớt không bao giờ nên được nuốt toàn bộ; có những trường hợp không nhai kỹ ớt đã gây tắc nghẽn ruột và thủng ruột(nhưng rất hiếm khi xảy ra).[21]
- Mức tiêu thụ của ớt đỏ sau khi anal fissure phẫu thuật nên bị cấm để tránh những triệu chứng sau phẫu thuật.[22]

## Trồng ớt
Đất để trồng ớt phải chọn nơi quang đãng và nhiều ánh sáng. Sau khi dọn đất sạch, cuốc lên một lớp sâu khoảng 2-3 tấc (càng sâu càng tốt vì rễ ớt ăn sâu 70–80 cm), đập đất nhỏ, nhặt sạch đá sỏi và cỏ dại và làm thành liếp để trồng. Mỗi liếp rộng khoảng 1-1,2 m, dài tùy ý, cao 15–20 cm (về mùa mưa hoặc ở những vùng đất thấp có thể làm liếp cao 50–60 cm để tránh úng). Giữa hai liếp có rãnh rộng 30 cm. Các loại phân hữu cơ như: phân xanh, cỏ rác mục, tro bếp, phân gia súc, bùn cống, tro bếp trộn vào đất và san liếp để gieo trồng. Có thể bón thêm 0,8 đến 1 kg vôi cho mỗi 10 m2 để ớt có nhiều quả. Nếu trồng ớt trong chậu thì nên đập đất vụn trộng với tro bếp, phân chuồng vào để trồng.

## Thu hoạch

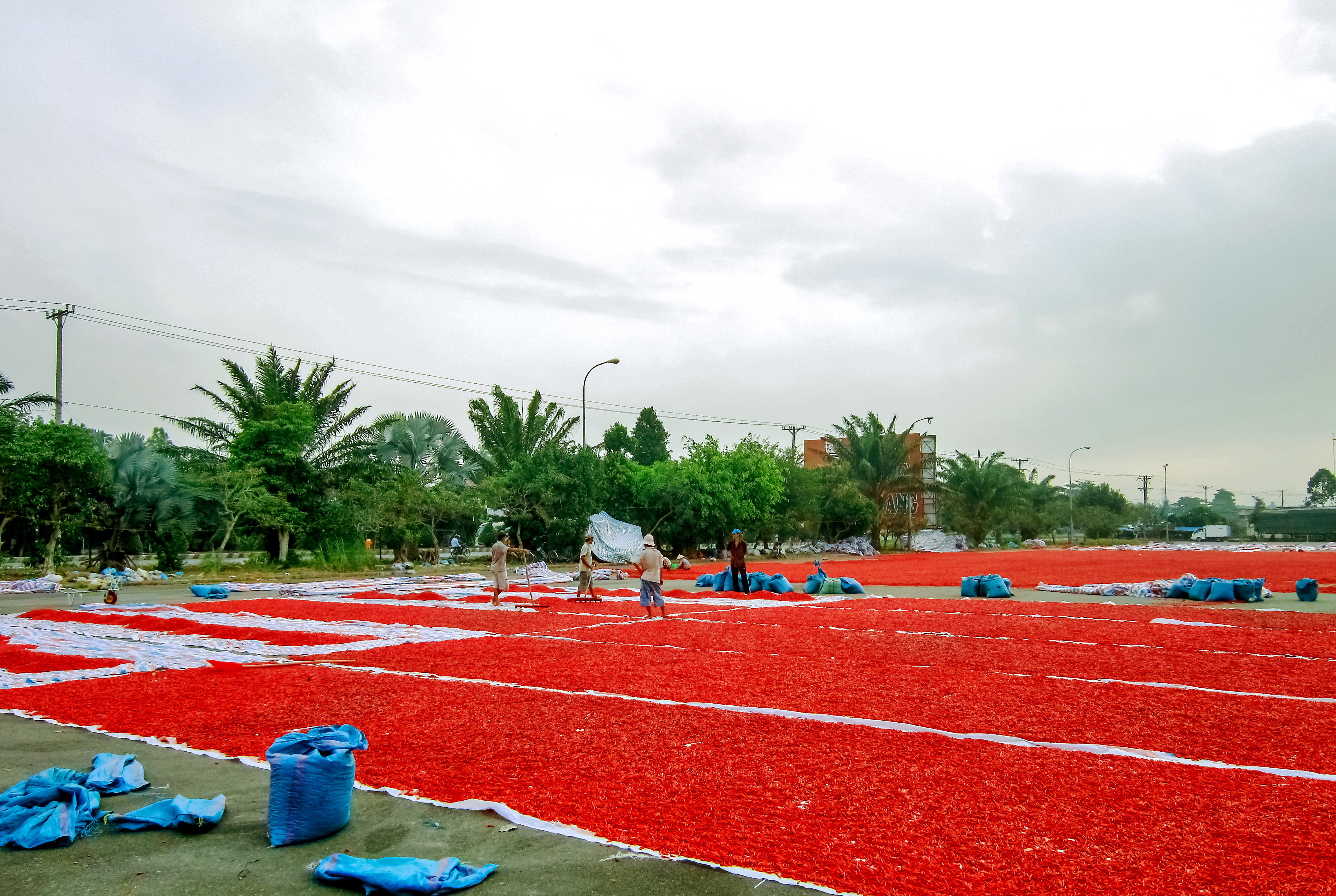
Phơi ớt hiểm để làm bột ớt ở Cái Bè

Sau khi gieo hạt khoảng 4 tháng (tức là 3 tháng sau khi trồng cây con) thì có thể hái quả được. Cây ớt cho quả quanh năm và được hái nhiều đợt. Quả ớt có thể hải khi quả còn xanh hay đã chín đỏ. Sau mỗi đợt hái thì lại bón phân và vun gốc, 1 tháng sau sẽ hái lứa tiếp theo. Mỗi tháng 1 cây có thể cho 150-300 g ớt tươi để ăn tươi, ngâm giấm, làm ớt bột, tương ớt.
Sau nhiều lần thu hoạch thì cây cằn cỗi phải nhổ bỏ để trồng cây non mới. Tuy nhiên không nên trồng hai mùa ớt liên tục trên một liếp đất vì cây sẽ bị bệnh và năng suất thấp, nên luân canh các loại cây khác.
Một số vùng chuyên canh ớt tại Việt Nam: Quỳnh Phụ (Thái Bình) với diện tích 1200 ha, Đại Lộc (Quảng Nam), Phù Mỹ (Bình Định), Phù Cát (Bình Định), Bố Trạch (Quảng Bình), Châu Đốc (An Giang), Thanh Bình (Đồng Tháp)...